# Kepler-223d
Kepler-223d es un planeta extrasolar que forma parte de un sistema planetario formado por al menos cuatro planetas. Orbita la estrella denominada Kepler-223. Es un exoplaneta similar a Neptuno con una masa equivalente a 8 veces el tamaño de la Tierra. Fue descubierto en el año 2014 por la sonda Kepler por medio de tránsito astronómico.